# William Hossak
William Hossack, né le 12 janvier 1814 et mort le 14 janvier 1896 à Québec, est un homme politique québécois.

## Biographie

### Jeunesse et carrière commerciale
La famille Hossak, originaire du Morayshire, arrive à Québec après la Conquête britannique. William Hossack travaille d'abord pour son père, œuvrant dans le commerce de détail. Il fonde une tannerie, qui brûlera dans l'incendie de 1845. Il retourne alors dans le domaine du commerce de détail. Il voyage plusieurs mois en Europe et en Égypte.

### Implication politique
À son retour à Québec, il devient échevin au conseil municipal de Québec pour le quartier Saint-Louis. Il occupe ce poste du 9 mars 1863 au 12 novembre 1869, date à laquelle il devient maire de Québec. Son élection est aussitôt contestée car il ne réside pas dans les limites de la ville. Le 7 janvier 1870, il quitte son poste et Adolphe Guillet dit Tourangeau le remplace à titre intérimaire.
En 1888, Hossak devient président du Protestant Board of School Commissioners de Québec. Il occupe aussi le poste de vice-président de la Literary and Historical Society et président de la Quebec City Mission. Il est également membre de l'église unie où il est le trésorier à Québec.